# Эрсой, Мехмет Акиф
Мехмет Акиф Эрсой (тур. Mehmet Âkif Ersoy; 20 декабря 1873, Фатих, Стамбул — 27 декабря 1936, Стамбул) — османский поэт (автор слов гимна Турции), педагог, религиозный просветитель (переводчик Корана).

## Биография
Отец Мехмета Акифа Эрсоя был албанцем. Мать происходила из бухарских узбеков. С 1889 по 1893 год учился в ветеринарном колледже. Ещё учась в школе, Мехмет Акиф Эрсой начал писать стихи. Свои первые стихи он опубликовал в газете, и затем около 10 лет не публиковался.
В 1898 году женился. В 1906 и 1907 годах преподавал в сельских школах.
В 1908 году опубликовал в двух журналах переводы стихов египетских поэтов.
Занимал должность главного редактора в издававшемся Эшрефом Эдипом журнале «Sebilürreşad». В 1913 году на два месяца ездил в Египет.

В конце года[какого?] ушёл с поста заместителя директора ветеринарной службы и продолжил преподавать литературу. Вступил в партию «Единение и прогресс».

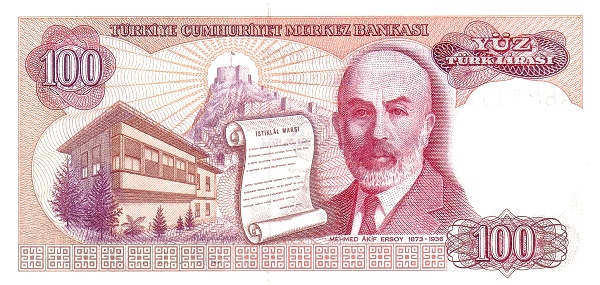
Реверс банкноты в 100 лир (1983—1989)

Выиграл конкурс стихов для национального гимна Турции. Текст гимна был утверждён Великим национальным собранием 12 марта 1921 года.
При чтении стихотворения в Великом  национальном собрании Турции Мустафа Кемаль Ататюрк произнёс:

«Этот марш выражает дух нашей революции»

Музыку к гимну написал композитор Осман Зеки Унгёр.
За написание Марша независимости Мехмету Акифу Эрсою была вручена награда в размере 500 лир, которую он пожертвовал учреждению «Дарюльмесай», обучавшему бедных женщин и детей труду.
Являлся членом Великого национального собрания Турции I созыва (1920—1923).
В 1930-х годах заболел циррозом печени. Умер 27 декабря 1936 года в Стамбуле.
Он стал первым человеком в истории Турции, над чьей могилой сыграли гимн Турции «Марш независимости».

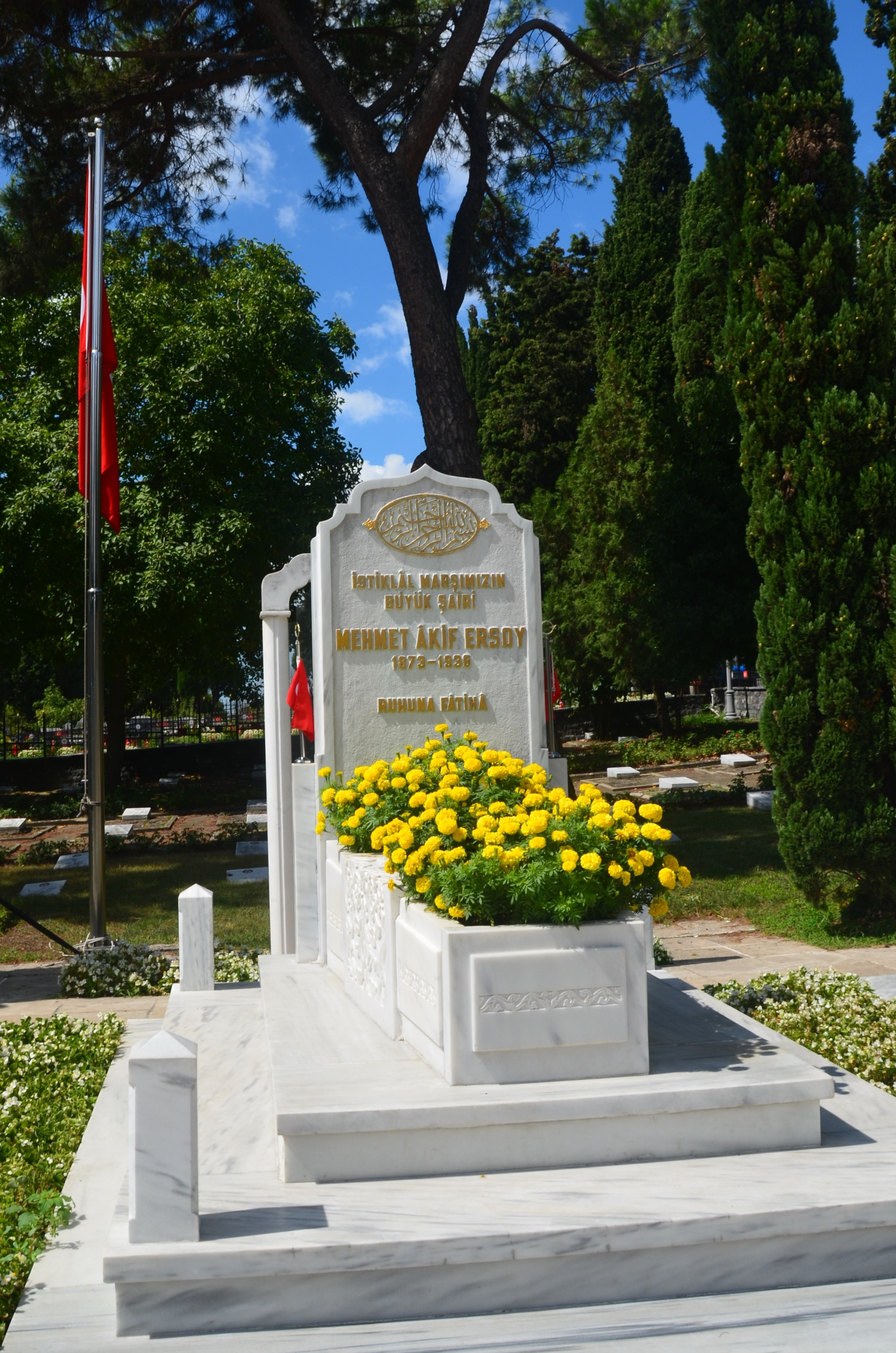
Могила Эрсоя на кладбище мучеников в Эдирнекапы в Стамбуле

## Творчество
Эрсой хорошо знал традиционную восточную литературу, любил читать произведения западных писателей, как Виктор Гюго, Эмиль Золя, Жан-Жак Руссо, Альфон де Ламартин[значимость факта?].
Эрсой кроме текста гимна наиболее известен благодаря своему сборнику из 44 стихотворений "Сафахат" (1911). Турки признают его национальным поэтом.